# Baskický systém
Baskický systém (baskické šachy, anglicky basque chess nebo basque system) je variantou šachové hry, při které proti sobě hrají dva šachisté zároveň na dvou šachovnicích.
Každý hráč má na jedné šachovnici bílé a na druhé černé figury. Hráč může být na tahu v obou partiích zároveň a čas mu tedy může běžet zároveň na obou šachových hodinách. V baskickém systému je proto obzvlášť důležité správné hospodaření s časem. Hraje se standardně v rapid tempu. Z pohledu obou hráčů jde vlastně o simultánku na dvou šachovnicích.
Systém přináší nové prvky z hlediska psychologie hry. Vývoj v jedné partii totiž zároveň ovlivňuje hru hráčů na druhé šachovnici, a to jak z hlediska časové zátěže, tak z důvodů rozptýlení pozornosti. David R. Sands také upozorňuje na zvláštní psychologický moment, že když partie na první šachovnici končí, hraje se už na druhé fakticky odveta.
Duel v baskickém systému lze popsat i jako simultánně hraný zápas na dvě partie. V podobném zápase, hraném běžně jako dvě po sobě následující partie, má reálnou nevýhodu ten z hráčů, který hraje první partii černými kameny. Myšlenku vyřešit tento problém hraním obou partií najednou, přednesl už David Bronštejn, a oživili ji pořadatelé turnaje v San Sebastianu, kde se takto hrálo v roce 2011. Tam také systém pojmenovali. Jedním z prvních vrcholných turnajů hraných baskickým systémem byl třetí šachový turnaj Světových duševních her v Pekingu v prosinci 2013, který vyhráli mezi muži Sergej Karjakin a mezi ženami Čao Süe.